# 데 마이완드 아탈란 FC
데 마이완드 아탈란 FC(파슈토어: د میوند اتلان)는 칸다하르를 연고로 하는 아프가니스탄의 축구 클럽이다. 현재 아프가니스탄 프리미어리그에 참가하고 있다.